# Komornik sądowy

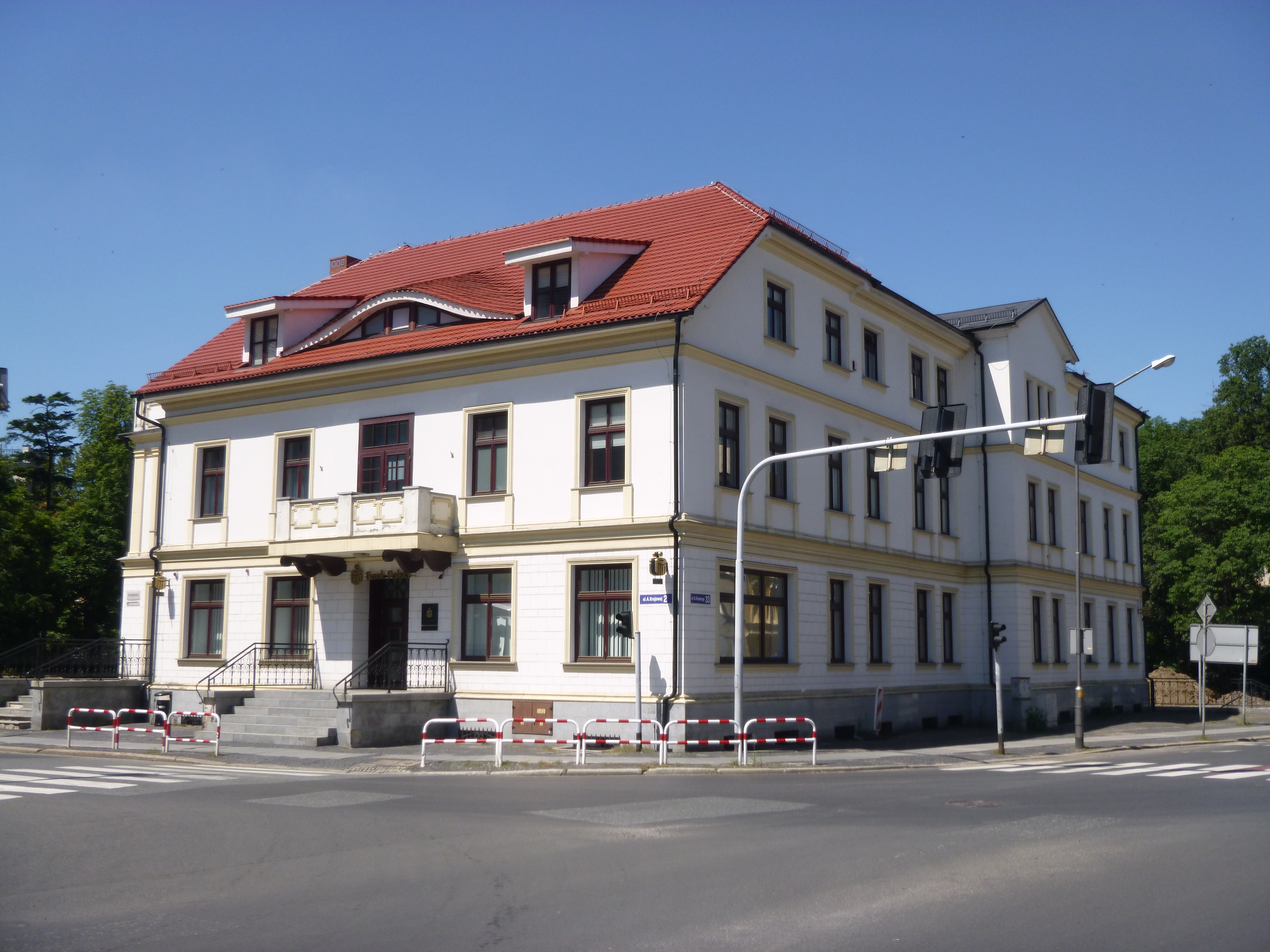
Dawny dom sędziego-komornika w Brzegu

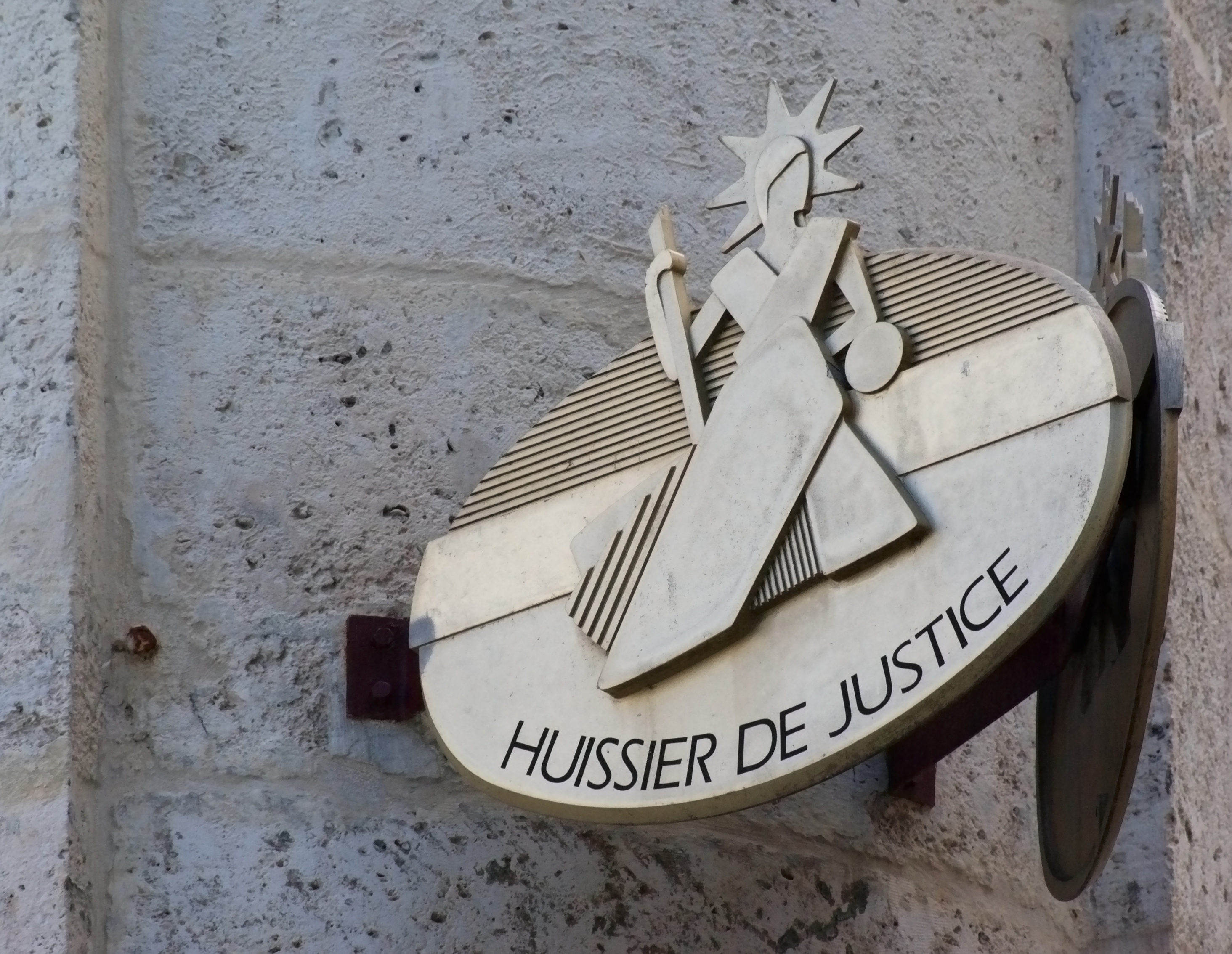
Szyld huissier de justice, francuskiego odpowiednika komornika

Komornik sądowy – zawód zaufania publicznego wykonywany przez funkcjonariusza publicznego, do którego zadań należy wykonywanie rozstrzygnięć o roszczeniach cywilnych w drodze przymusu egzekucyjnego. Komornik wykonuje także inne czynności przekazane na podstawie odrębnych przepisów, m.in. przeprowadza spis inwentarza i sporządza (na zarządzenie sądu lub prokuratora) protokół stanu faktycznego przed wszczęciem procesu sądowego lub przed wydaniem orzeczenia.

## Komornicy sądowi w Polsce
Komornik sądowy w Polsce sprawuje urząd działający przy sądzie rejonowym, nie należy jednak do pracowników sądów i prokuratury, pracowników urzędów państwowych, ani do korpusu służby cywilnej, lecz prowadzi działające na własny rachunek jednoosobowe quasi-przedsiębiorstwo zwane kancelarią komorniczą, podlegające obowiązkowi uzyskania NIP i REGON, ale wyłączone z rejestracji w CEIDG, finansowane z ustawowo określonych kosztów komorniczych.
Podstawą prawną wykonywania zawodu komornika od 30 listopada 1997 roku do 1 stycznia 2019 roku była ustawa z dnia 29 sierpnia 1997 r. o komornikach sądowych i egzekucji. Od 1 stycznia 2019 r. weszła w życie ustawa z dnia 22 marca 2018 r. o komornikach sądowych i ustawa z dnia 28 lutego 2018 r. o kosztach komorniczych, które zastąpiły ustawę z dnia 29 sierpnia 1997 r.
Komornicy wykonują swoje czynności w sposób przewidziany przez przepisy kodeksu postępowania cywilnego oraz ustawy o komornikach sądowych, pod nadzorem prezesa właściwego miejscowo sądu rejonowego. Przy wykonywaniu swoich czynności są niezawiśli i podlegają tylko ustawom, orzeczeniom sądowym oraz prezesowi sądu rejonowego, przy którym działają. Od 1 stycznia 1933 roku do 1 stycznia 1965 roku pracę komorników w Polsce w czasach II RP i na początku PRL-u regulowało Rozporządzenie Prezydenta Rzeczypospolitej z dnia 27 października 1932 r. – Prawo o sądowem postępowaniu egzekucyjnem. Zostało zniesione 1 stycznia 1965 roku ustawą z dnia 17 listopada 1964 r. – Przepisy wprowadzające Kodeks postępowania cywilnego.

### Powoływanie i odwoływanie
Komornikiem sądowym może być osoba spełniająca łącznie następujące warunki:
1. posiada obywatelstwo polskie;
2. ma pełną zdolność do czynności prawnych;
3. posiada nieposzlakowaną opinię;
4. nie była karana za przestępstwo pospolite lub skarbowe;
5. nie jest podejrzana o przestępstwo pospolite lub skarbowe;
6. ukończyła wyższe studia prawnicze w Rzeczypospolitej Polskiej i uzyskała tytuł magistra prawa lub zagraniczne studia prawnicze uznane w Rzeczypospolitej Polskiej;
7. jest zdolna ze względu na stan zdrowia do pełnienia obowiązków komornika;
8. odbyła aplikację komorniczą;
9. złożyła egzamin komorniczy;
10. pracowała w charakterze asesora komorniczego co najmniej 2 lata;
11. ukończyła 28 lat.

Od wymagań określonych w pkt 8–10 zwolnieni są sędziowie, prokuratorzy, adwokaci, radcowie prawni, notariusze oraz osoby, które ukończyły aplikację sądową, prokuratorską, adwokacką, radcowską lub notarialną, a także osoby posiadające stopień naukowy doktora nauk prawnych.
Komornik jest powoływany przez Ministra Sprawiedliwości na wniosek zainteresowanego, złożony za pośrednictwem prezesa sądu apelacyjnego, w okręgu którego kandydat zamierza wykonywać swoje czynności. Przed powołaniem Minister Sprawiedliwości zasięga opinii samorządu komorniczego o zainteresowanym.
Minister Sprawiedliwości odwołuje komornika, jeżeli komornik:
1. zrezygnował z pełnienia swoich obowiązków,
2. z powodu choroby lub stanu zdrowia został uznany orzeczeniem lekarza orzecznika Zakładu Ubezpieczeń Społecznych za trwale niezdolnego do pełnienia obowiązków komornika lub bez uzasadnionej przyczyny odmówił poddania się takiemu badaniu mimo zalecenia właściwej izby komorniczej,
3. ukończył 65. rok życia,
4. został pozbawiony prawomocnym wyrokiem sądu praw publicznych lub prawa wykonywania zawodu,
5. rażąco i uporczywie naruszał przepisy prawa, co zostało stwierdzone orzeczeniami sądu wydanymi w wyniku rozpoznania środków zaskarżenia, skarg na czynności komornika lub innych środków prawnych – na wniosek prezesa właściwego sądu apelacyjnego
6. został ukarany, prawomocnym orzeczeniem dyscyplinarnym, karą wydalenia ze służby komorniczej,
7. nie zawarł umowy ubezpieczenia odpowiedzialności cywilnej lub utracił to ubezpieczenie z zawinionych przez siebie przyczyn.

W przypadkach, o których mowa w pkt 2, 5 i 7, odwołanie komornika następuje po uprzednim jego wysłuchaniu, chyba że nie jest to możliwe, oraz po zasięgnięciu opinii samorządu komorniczego.

### Umorzenie postępowania egzekucyjnego prowadzonego przez komornika sądowego
W przypadku, gdy dług nie został jeszcze ściągnięty, komornik może umorzyć prowadzone postępowanie egzekucyjne. Jednak ma to miejsce tylko w przypadku złożenia wniosku przez wierzyciela albo w innych przypadkach przewidzianych w ustawie. 

### Uprawnienia i odpowiedzialność
Po wyegzekwowaniu należności komornik ma obowiązek przekazać je w terminie czterech dni uprawnionemu, a jeżeli dopuści do opóźnienia, jest obowiązany zapłacić uprawnionemu odsetki od kwot otrzymanych i nie rozliczonych w terminie. Komornik ponosi odpowiedzialność za szkodę wyrządzoną przy wykonywaniu czynności, dlatego też ma obowiązek zawarcia umowy ubezpieczenia odpowiedzialności cywilnej za szkody.
Swoje czynności komornik może wykonywać w dni robocze i soboty w godzinach od 7 do 21. Na wykonanie czynności w dni ustawowo wolne od pracy lub w godzinach nocnych musi uzyskać zgodę prezesa sądu rejonowego. Jeżeli czynności komornik rozpoczął przed godziną 21, może je prowadzić w dalszym ciągu bez zgody, o której mowa powyżej, jeżeli ich przerwanie może znacznie utrudnić egzekucję.
Komornik odpowiada dyscyplinarnie w szczególności za naruszenie powagi i godności urzędu, rażącą obrazę przepisów prawa, niewykonanie poleceń powizytacyjnych oraz wydatkowanie środków podlegających dokumentacji na działalność rażąco niezgodną z ich przeznaczeniem.
Karami dyscyplinarnymi są upomnienie, nagana, kara pieniężna do dwudziestokrotnej wysokości najniższego przeciętnego miesięcznego wynagrodzenia w gospodarce narodowej oraz wydalenie ze służby komorniczej. Pociąga ono za sobą zakaz wykonywania zawodu na okres 5 lat od dnia uprawomocnienia się orzeczenia dyscyplinarnego.